# Claudio Foscarini
Claudio Foscarini (Riese Pio X, 19 novembre 1958) è un allenatore di calcio ed ex calciatore italiano, di ruolo centrocampista.

## Carriera

### Giocatore
Cresce nel Montebelluna, con cui esordisce in prima squadra e disputa cinque stagioni in Serie D.
Nell'ottobre 1979 viene acquistato dal Treviso in Serie C.
Dal 1981 al 1984 gioca per l'Atalanta in Serie C1 e in Serie B, collezionando 60 presenze ed una rete.
Durante il mercato invernale della stagione 1983-1984 viene ceduto al Campania.
Del 1984 al 1986 gioca al Piacenza dove vince la Coppa Anglo-Italiana nel 1986, segnando 3 reti in 60 partite di campionato.
Nel 1986 viene ceduto alla Virescit Boccaleone, squadra con la quale milita per cinque stagioni (145 presenze tra Serie C1 e Serie C2) e conclude la carriera nel 1991 per intraprendere la carriera da allenatore.

### Allenatore
Dal 1991 al 1993 allena le giovanili del Virescit Bergamo. Nella stagione 1993-1994 allena la Stezzanese in Eccellenza per passare poi nella stagione 1994-1995 al Verdello sempre in Eccellenza. Nel 1995 torna al settore giovanile del Alzano Virescit dove nel 1997 viene promosso allenatore della prima squadra. Con i lombardi comincia un sodalizio (che terminerà nel 2001) che lo vedrà vincere una Coppa Italia Serie C nel 1997-1998 e ottenere una storica promozione in Serie B nel 1998-1999. L'anno successivo non riesce ad ottenere la salvezza e ritorna in Serie C1.
Nel 2001-2002 scende di categoria ed allena il Rimini in Serie C2 dove perde i play-off contro la Sambenedettese. Dal 2003 al 2005 torna a fare l'allenatore delle giovanili ma questa volta del Cittadella. Nella stagione 2005-2006 viene promosso alla guida della prima squadra militante in Serie C1 e nella stagione 2007-2008 ottiene la sua seconda promozione in Serie B ai danni della Cremonese.
Nella stagione di Serie B 2009-2010 guida il Cittadella fino alla semifinale dei play-off persa poi contro il Brescia: si tratta del risultato più importante mai ottenuto da questa squadra. Il 15 giugno 2010 prolunga il suo contratto fino al termine della stagione 2010-2011, e così successivamente, di anno in anno, fino a raggiungere, con la stagione 2014-2015, il record di dieci stagioni consecutive sulla stessa panchina, e il record di 294 panchine in Serie B con la stessa squadra. Il 22 maggio 2015, al termine della partita persa contro il Perugia (0-2), che ha sancito la retrocessione, dopo sette anni in B, della squadra veneta, si dimette dall'incarico.
All'8ª giornata della stagione 2015-2016 subentra all'esonerato Cristiano Scazzola sulla panchina della Pro Vercelli, guidandola al 17º posto finale in Serie B e garantendole il mantenimento della categoria. Non viene tuttavia confermato alla guida della squadra piemontese per la stagione successiva.
Il 15 giugno 2016 diventa il nuovo allenatore del Livorno, neo-retrocesso in Lega Pro, con cui firma un contratto annuale. Dopo aver condotto la squadra toscana al terzo posto nel girone A, ai play-off, viene eliminato ai quarti di finale dalla Reggiana. Successivamente, il presidente Aldo Spinelli, annuncia che al tecnico non verrà rinnovato il contratto.
Il 3 aprile 2018 rimpiazza Walter Novellino sulla panchina dell'Avellino nel campionato cadetto, conducendo la squadra alla salvezza diretta con 12 punti conquistati nelle 9 giornate sotto la sua guida. L'11 giugno annuncia la decisione di lasciare la squadra biancoverde che di lì a poco sarebbe fallita.
Il 6 novembre dello stesso anno subentra a Pierpaolo Bisoli sulla panchina del Padova ancora nel torneo cadetto. Al debutto vince 2-3 contro l’Ascoli ma il 28 dicembre, dopo 5 sconfitte di fila e con la squadra ultima in classifica, viene esonerato e al suo posto torna Bisoli.
Dopo 4 anni e mezzo d'inattività, il 21 febbraio 2023 torna in panchina, sostituendo Giuseppe Biava sulla panchina dell'AlbinoLeffe, militante in Serie C. Termina la stagione regolare al penultimo posto ottenendo la salvezza ai play-out contro il Mantova.

## Statistiche

### Statistiche da allenatore
Statistiche aggiornate al 2 aprile 2023. In grassetto le competizioni vinte.
| Stagione               | Squadra                | Campionato             | Campionato | Campionato | Campionato | Campionato | Coppe nazionali | Coppe nazionali | Coppe nazionali | Coppe nazionali | Coppe nazionali | Coppe continentali | Coppe continentali | Coppe continentali | Coppe continentali | Coppe continentali | Altre coppe | Altre coppe | Altre coppe | Altre coppe | Altre coppe | Totale | Totale | Totale | Totale | Vittorie % | Piazzamento |
| Stagione               | Squadra                | Comp                   | G          | V          | N          | P          | Comp            | G               | V               | N               | P               | Comp               | G                  | V                  | N                  | P                  | Comp        | G           | V           | N           | P           | G      | V      | N      | P      | %          | Piazzamento |
| ---------------------- | ---------------------- | ---------------------- | ---------- | ---------- | ---------- | ---------- | --------------- | --------------- | --------------- | --------------- | --------------- | ------------------ | ------------------ | ------------------ | ------------------ | ------------------ | ----------- | ----------- | ----------- | ----------- | ----------- | ------ | ------ | ------ | ------ | ---------- | ----------- |
| 1993-1994              | Stezzanese             | Ecc.                   | 30         | 5          | 10         | 15         | -               | -               | -               | -               | -               | -                  | -                  | -                  | -                  | -                  | -           | -           | -           | -           | -           | 30     | 5      | 10     | 15     | 16,67      | 13º         |
| 1994-1995              | Verdello               | Ecc.                   | 30         | 8          | 12         | 10         | -               | -               | -               | -               | -               | -                  | -                  | -                  | -                  | -                  | -           | -           | -           | -           | -           | 30     | 8      | 12     | 10     | 26,67      | 11º         |
| apr.-giu. 1997         | Alzano Virescit        | C1                     | 5+1        | 1          | 3+1        | 1          | CI-C            | 0               | 0               | 0               | 0               | -                  | -                  | -                  | -                  | -                  | -           | -           | -           | -           | -           | 6      | 1      | 4      | 1      | 16,67      | Sub., 10º   |
| 1997-1998              | Alzano Virescit        | C1                     | 34+2       | 15         | 13+1       | 6+1        | CI-C            | 14              | 7               | 3               | 4               | -                  | -                  | -                  | -                  | -                  | -           | -           | -           | -           | -           | 50     | 22     | 17     | 11     | 44,00      | 3º          |
| 1998-1999              | Alzano Virescit        | C1                     | 34         | 18         | 12         | 4          | CI+CI-C         | 2+2             | 0               | 1+1             | 1+1             | -                  | -                  | -                  | -                  | -                  | -           | -           | -           | -           | -           | 38     | 18     | 14     | 6      | 47,37      | 1º (prom.)  |
| 1999-2000              | Alzano Virescit        | B                      | 38         | 10         | 12         | 16         | CI              | 6               | 1               | 1               | 4               | -                  | -                  | -                  | -                  | -                  | -           | -           | -           | -           | -           | 44     | 11     | 13     | 20     | 25,00      | 18º (retr.) |
| 2000-mar. 2001         | Alzano Virescit        | C1                     | 28         | 5          | 10         | 13         | CI+CI-C         | 3+2             | 1+0             | 1+1             | 1+1             | -                  | -                  | -                  | -                  | -                  | -           | -           | -           | -           | -           | 33     | 6      | 12     | 15     | 18,18      | Eson.       |
| Totale Alzano Virescit | Totale Alzano Virescit | Totale Alzano Virescit | 139+3      | 49         | 50+2       | 40+1       |                 | 29              | 9               | 8               | 12              |                    | -                  | -                  | -                  | -                  |             | -           | -           | -           | -           | 171    | 58     | 60     | 53     | 33,92      |             |
| dic. 2001-2002         | Rimini                 | C2                     | 20+2       | 11         | 5+1        | 4+1        | CI-C            | 0               | 0               | 0               | 0               | -                  | -                  | -                  | -                  | -                  | -           | -           | -           | -           | -           | 22     | 11     | 6      | 5      | 50,00      | Sub., 2º    |
| 2005-2006              | Cittadella             | C1                     | 34         | 14         | 8          | 12         | CI+CI-C         | 5+2             | 2+0             | 2+1             | 1+1             | -                  | -                  | -                  | -                  | -                  | -           | -           | -           | -           | -           | 41     | 16     | 11     | 14     | 39,02      | 6º          |
| 2006-2007              | Cittadella             | C1                     | 34         | 13         | 15         | 6          | CI+CI-C         | 1+2             | 0+0             | 0+1             | 1+1             | -                  | -                  | -                  | -                  | -                  | -           | -           | -           | -           | -           | 37     | 13     | 16     | 8      | 35,14      | 6º          |
| 2007-2008              | Cittadella             | C1                     | 34+4       | 15+2       | 13         | 6+2        | CI-C            | 4               | 2               | 1               | 1               | -                  | -                  | -                  | -                  | -                  | -           | -           | -           | -           | -           | 42     | 19     | 14     | 9      | 45,24      | 3º (prom.)  |
| 2008-2009              | Cittadella             | B                      | 42         | 11         | 17         | 14         | CI              | 2               | 1               | 0               | 1               | -                  | -                  | -                  | -                  | -                  | -           | -           | -           | -           | -           | 44     | 12     | 17     | 15     | 27,27      | 17º         |
| 2009-2010              | Cittadella             | B                      | 42+2       | 18+1       | 12         | 12+1       | CI              | 3               | 2               | 0               | 1               | -                  | -                  | -                  | -                  | -                  | -           | -           | -           | -           | -           | 47     | 21     | 12     | 14     | 44,68      | 6º          |
| 2010-2011              | Cittadella             | B                      | 42         | 12         | 15         | 15         | CI              | 2               | 1               | 0               | 1               | -                  | -                  | -                  | -                  | -                  | -           | -           | -           | -           | -           | 44     | 13     | 15     | 16     | 29,55      | 14º         |
| 2011-2012              | Cittadella             | B                      | 42         | 13         | 9          | 20         | CI              | 2               | 1               | 0               | 1               | -                  | -                  | -                  | -                  | -                  | -           | -           | -           | -           | -           | 44     | 14     | 9      | 21     | 31,82      | 16º         |
| 2012-2013              | Cittadella             | B                      | 42         | 12         | 14         | 16         | CI              | 3               | 2               | 0               | 1               | -                  | -                  | -                  | -                  | -                  | -           | -           | -           | -           | -           | 45     | 14     | 14     | 17     | 31,11      | 15º         |
| 2013-2014              | Cittadella             | B                      | 42         | 11         | 14         | 17         | CI              | 2               | 1               | 0               | 1               | -                  | -                  | -                  | -                  | -                  | -           | -           | -           | -           | -           | 44     | 12     | 14     | 18     | 27,27      | 17º         |
| 2014-2015              | Cittadella             | B                      | 42         | 9          | 17         | 16         | CI              | 2               | 1               | 0               | 1               | -                  | -                  | -                  | -                  | -                  | -           | -           | -           | -           | -           | 44     | 10     | 17     | 17     | 22,73      | 19º (retr.) |
| Totale Cittadella      | Totale Cittadella      | Totale Cittadella      | 396+6      | 128+3      | 134        | 134+3      |                 | 30              | 13              | 5               | 12              |                    | -                  | -                  | -                  | -                  |             | -           | -           | -           | -           | 432    | 144    | 139    | 149    | 33,33      |             |
| ott. 2015-2016         | Pro Vercelli           | B                      | 35         | 10         | 11         | 14         | CI              | 0               | 0               | 0               | 0               | -                  | -                  | -                  | -                  | -                  | -           | -           | -           | -           | -           | 35     | 10     | 11     | 14     | 28,57      | Sub., 17º   |
| 2016-2017              | Livorno                | LP                     | 38+5       | 19+1       | 12+3       | 7+1        | CI+CI-C         | 1+1             | 0+0             | 0+1             | 1+0             | -                  | -                  | -                  | -                  | -                  | -           | -           | -           | -           | -           | 45     | 20     | 16     | 9      | 44,44      | 3º          |
| apr.-giu. 2018         | Avellino               | B                      | 9          | 3          | 3          | 3          | CI              | 0               | 0               | 0               | 0               | -                  | -                  | -                  | -                  | -                  | -           | -           | -           | -           | -           | 9      | 3      | 3      | 3      | 33,33      | Sub., 15º   |
| nov.-dic. 2018         | Padova                 | B                      | 6          | 1          | 0          | 5          | CI              | -               | -               | -               | -               | -                  | -                  | -                  | -                  | -                  | -           | -           | -           | -           | -           | 6      | 1      | 0      | 5      | 16,67      | Sub., Eson. |
| feb.-giu. 2023         | AlbinoLeffe            | C                      | 10+2       | 1+1        | 1+1        | 8          | CI-C            | -               | -               | -               | -               | -                  | -                  | -                  | -                  | -                  | -           | -           | -           | -           | -           | 12     | 2      | 2      | 8      | 16,67      | Sub., 19º   |
| Totale carriera        | Totale carriera        | Totale carriera        | 731        | 240        | 245        | 246        |                 | 61              | 22              | 14              | 25              |                    | -                  | -                  | -                  | -                  |             | -           | -           | -           | -           | 792    | 262    | 259    | 271    | 33,08      |             |

## Palmarès

### Giocatore

#### Competizioni nazionali
- Campionato italiano Serie C1: 1

Atalanta: 1981-1982 (girone A)

#### Competizioni internazionali
- Coppa Anglo-Italiana: 1

Piacenza: 1986

### Allenatore

#### Club
- Coppa Italia Serie C: 1

Alzano Virescit: 1997-1998
- Serie C1: 1

Alzano Virescit: 1998-1999 (girone A)

#### Individuale
- Panchina d'argento: 1

1998-1999